# Ley de Jerusalén

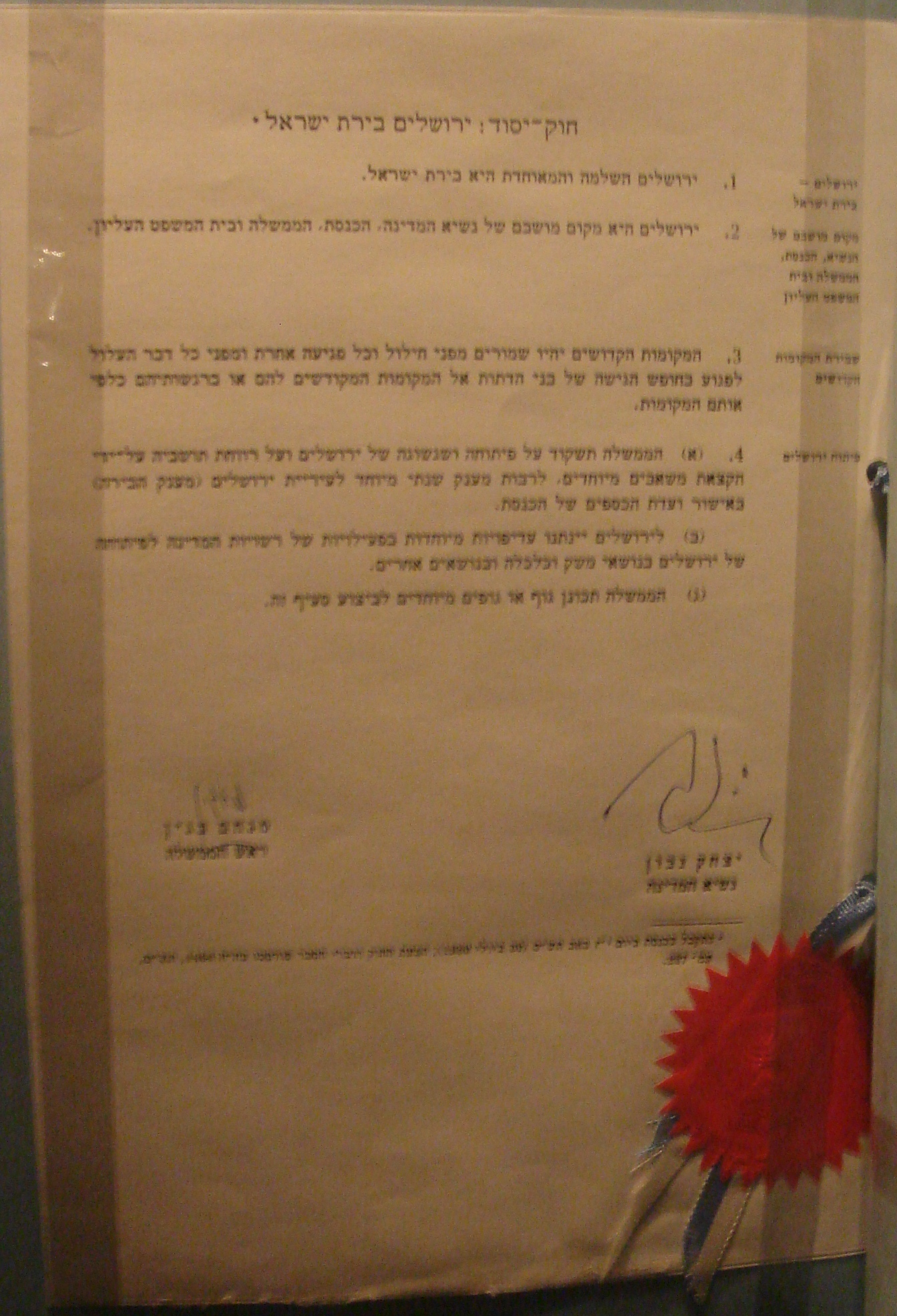
La Ley fundamental: Jerusalén capital de Israel, donde proclama a Jerusalén como "Capital eterna e indivisible de Israel y el pueblo judío" fue aprobada por la Knesset en 1980

La Ley de Jerusalén es el nombre con el que se conoce una de las leyes fundamentales de Israel. Fue aprobada por el Parlamento israelí el 30 de julio de 1980 y proclamó a la ciudad de Jerusalén, «entera y unificada»,  como capital de Israel. El municipio estaba unificado de facto desde la guerra de los Seis Días (1967) en la que Israel hubo conquistado los barrios orientales (Jerusalén Este) y la Ciudad Vieja de Jerusalén, que habían permanecido desde 1948 bajo administración jordana.
La Ley de Jerusalén trata también sobre:
- La ubicación de las principales instituciones israelíes en Jerusalén (Corte Suprema, Presidencia, Gobierno y Parlamento).
- La especial protección de los «santos lugares» de la ciudad y los derechos de los miembros de todas las religiones.
- La prioridad en el desarrollo general del municipio.

Esta ley es considerada nula y sin efecto fuera de Israel, teniendo únicamente validez en el Estado de Israel. Aunque en el Estado de Palestina no tiene validez jurídica, Israel la impone por la fuerza desde 1967. La comunidad internacional solamente reconoce la soberanía israelí sobre Jerusalén Oeste, siendo Jerusalén Este ciudad y capital de otro Estado, el Estado de Palestina.
Si bien la ley no emplea el término, la Corte Suprema de Israel interpretó la Ley de Jerusalén como una anexión de Jerusalén Este.

## Texto de la Ley
"Ley Básica: Jerusalén, Capital de Israel
Jerusalén, Capital de Israel:

1. Jerusalén, completa y unida, es la capital de Israel.
Sede de la Presidencia, del Knesset, del Gobierno y de la Suprema Corte:

2. Jerusalén es la sede de la Presidencia del Estado, del Knesset, del Gobierno y de la Suprema Corte.
Protección de lugares santos:

3. Los lugares santos deberán ser protegidos de la profanación y de cualquier otra violación y de cualquier cosa próxima de violar la libertad de acceso a los miembros de las diferentes religiones a los lugares sagrados de ellos o que atenten contra sus sentimientos en relación a esos lugares.
Desarrollo de Jerusalén:

4. (a) El Gobierno deberá providenciar el desarrollo y prosperidad de Jerusalén y el bienestar de sus habitantes a través de la adjudicación de recursos especiales, incluyendo una subvención anual especial para la municipalidad de Jerusalén con la aprobación del Comité de Finanzas de la Kneset.
(b) Jerusalén recibirá prioridad especial en las actividades de las autoridades gubernamentales en lo que respecta al desarrollo de la ciudad en el campo financiero y económico así como en otras áreas.
(c) El gobierno deberá constituir una comisión u organismos especiales para la implementación de esta sección.
Menachem Begin

Primer-Ministro
Yitzhak Navon

Presidente del Estado"
Publicado en el Sefer Ha-Jukim n.º 980 del 23 de Av de 5740 (5 de agosto de 1980), página 186; la Ley y Nota Explicativa fueron publicados en el Hatza'ot Jok n.º 1464 de 5740, página 287.

## Oposición de la ONU
La resolución 478 del Consejo de Seguridad de Naciones Unidas, una resolución no tomada bajo el Capítulo VII de la Carta (y por tanto no vinculante) aprobada con la única abstención de los Estados Unidos, declaró el 20 de agosto de 1980 que la ley «constituye una violación del derecho internacional» censurándola «en los términos más enérgicos», además de afirmar que «supone un serio obstáculo para el logro de una paz completa, justa y duradera», por lo que hizo un llamamiento a los Estados miembros que hubieran establecido en Jerusalén sus embajadas a que las retirasen.
Como consecuencia de la mencionada resolución, la mayoría de embajadas se trasladaron a Tel Aviv. Las últimas en hacerlo fueron las de Costa Rica y El Salvador, que anunciaron el traslado de la primera el 16 de agosto de 2006 y la segunda lo hizo el 25 de agosto de 2006, aunque Paraguay y Bolivia mantienen las suyas en Mevaseret Zion, un barrio periférico de Jerusalén.

## Respaldo de Estados Unidos
Por su parte, el Congreso de los Estados Unidos aprobó una ley en 1995 que reconocía el derecho de todo país a situar la capital en el lugar de su elección y declaraba que «Jerusalén debe ser reconocida como la capital del Estado de Israel; y la Embajada estadounidense en Israel deberá establecerse en Jerusalén no más tarde del 31 de mayo de 1999».
El 14 de mayo de 2018, la embajada estadounidense se trasladó a la ciudad de Jerusalén, provocando diversas reacciones. Del lado israelí fue bien recibido, coincidiendo en fecha con la Declaración de Independencia de Israel, ocurrida el 14 de mayo de 1948, mientras que en miles de palestinos provocó descontento y protestas principalmente en la Franja de Gaza con numerosos heridos.